# كسر جميع قواعد السحر أخيرا
 كسر جميع قواعد السحر أخيرا أو كشف أسرار السحر أخيرا (بالإنجليزية: Breaking the Magicians' Code: Magic's Biggest Secrets Finally Revealed)‏ هو مسلسل تليفيزيوني يوضح كيفية عمل العروض السحرية والخدع البصرية التي تُعرض أمام الناس أو على التلفاز. بدأ واستمر العرض إلى أربع أجزاء؛ أول جزء كان في سنة 1997-98 على قناة فوكس التلفزيونية في الولايات المتحدة وأيضا قناتي سكاي والتلفزيون المستقل في المملكة المتحدة. وفي عام 2008-09 بدأت أجزاء أخرى تم عرضها في كل من الولايات المتحدة والمملكة المتحدة.

## العرض الخاص الأول
ويتألف المسلسل من إنتاج شركة ناش الترفيه. ظهرت الأربعة عروض الأولى خاصة التخفي الساحر فال فالنتينو كما الساحرون المقنع، الذين أدوا أوهام واسعة النطاق وقريبة بضعة على نطاق أصغر في الخدع السحرية قبل الكشف عن أسرار كل الحيل.
تمت ترقيته الساحر المقنع باعتباره الساحر المعروف الذي كان يرتدي قناعا لتجنب تبادل الاتهامات من السحرة الآخرين.
استنادا إلى الكتب التي كتبت من قبل هربرت لام بيكر، وقال انه يكسر قانون السحرة '
كريسس إنجيل تدعي أن «الكشف» هو كاذب والمبدعين من المعرض ليست الموهوبين بما فيه الكفاية أو الإبداعية، والذي قال خلال مقابلة مع صحيفة ستريتس تايمز عبر الهاتف من لاس فيغاس إلى سنغافورة. ألمح إلى أن تلك ليست حقيقية تقنيات السحرة استخدامها للقيام بها الحيل
ألمح العنوان لقانون الساحر : خطر حرمانه الحصول على وعد من خلال العمل السحرة عدم الكشف عن أساس كل الحيل، أو آخر من قبل السحرة الآخرين.

## قائمة الحيل
1. سيدة الي نمر
2. الارتفاع الهوائي
3. المصابيح الصينية
4. الفتاة المتعرجة
5. انفجار قفص مغلف
6. تقسيم سيدة الي نصفين
7. ادخال السيف في الصندوق (وبداخله فتاة)
8. تحويل
9. تلاشي الفيل
10. محطم الأشياء
11. تحويل الي اشباح
12. سيدة من الفولاذ
13. المشي من خلال جدار من الطوب الصلبة
14. تناسب للدروع
15. رمي سهم خلال امراة
16. تبديل الأماكن
17. صندوق من الالم
18. التعذيب بالماء والهروب
19. امرأة في اللوحة
20. طاولة الموت
21. نقالة
22. رمي السكين
23. البيت مسكون
24. رصاصة الصيد
25. تلاشي خزان
26. وصول نهي
27. سيارة الهروب المطحنة
28. إحراق جثث الموتى
29. ارتفاع بالتعذيب
30. ايقاذ الموتي
31. مكان الموت
32. المدفع والقفص

تغطي هذه القائمة فقط الأوهام واسعة النطاق. لم نعرض حيل أخرى أصغر حجما في الحيل بين تلك المذكورة أعلاه..

## البرنامج في الشرق الأوسط
عُرض البرنامج لأول مرة في الشرق الأوسط وشمال أفريقيا في نوفمبر 2010 على قناة إم بي سي أكشن (مترجم للعربية)

## روابط خارجية
- كسر جميع قواعد السحر أخيرا على موقع IMDb (الإنجليزية)
- كسر جميع قواعد السحر أخيرا على موقع ميتاكريتيك (الإنجليزية)
- كسر جميع قواعد السحر أخيرا على موقع نتفليكس (الإنجليزية)
- كسر جميع قواعد السحر أخيرا على موقع كينوبويسك (الروسية)
- كسر جميع قواعد السحر أخيرا على موقع قاعدة بيانات الفيلم (الإنجليزية)